# Christian af Slesvig-Holsten-Sønderborg-Augustenborg
Frederik Christian Carl August af Slesvig-Holsten-Sønderborg-Augustenborg (22. januar 1831 – 28. oktober 1917 var en augustenborgsk prins, der blev britisk general. Han var søn af hertug Christian August 2. af Slesvig-Holsten-Sønderborg-Augustenborg og komtesse Louise Danneskiold-Samsøe.
Han blev gift 5. juli 1866 på Windsor Castle med Helena af Storbritannien, datter af dronning Viktoria. Familien var derefter bosat på Frogmore House, tæt ved Windsor, hvor prins Christian kom til at fungere som forvalter og jagtmester.

## Børn
1. Christian Victor, 1867-1900
2. Albert, 1869-1931, der i 1921-31 var den sidste titulære hertug af Augustenborg
3. Helena Victoria, 1870-1948, ugift
4. Marie Louise, 1872-1956, gift med prins Aribert af Anhalt (skilt 1900).
5. Frederik Harald, f. og d. 1876